# Traité finlando-soviétique de 1948
L'Accord d'amitié, de coopération et d'assistance mutuelle, aussi connu sous le nom Traité YYA (acronyme du finnois Ystävyys-, yhteistyö- ja avunantosopimus, YYA-sopimus) ; en suédois Vänskaps-, samarbets- och biståndsavtalet, VSB-avtalet) a été la base des relations entre la Finlande et l'Union soviétique de 1948 à 1992.
Par ce traité signé le 6 avril 1948, les Soviétiques cherchent à protéger l'Union soviétique d'éventuelles attaques des puissances occidentales via le territoire finlandais. De leur côté, les Finlandais cherchaient à accroître leur indépendance politique par rapport à l'URSS. Il assura ainsi la survie de la Finlande en tant que démocratie libérale à proximité de régions stratégiques pour l'Union soviétique telles que la péninsule de Kola et l'ancienne capitale Leningrad. Ce traité est à l'origine de la notion géopolitique de finlandisation.